# Enrésinement
L'enrésinement, au sens strict, est le processus dit de « transformation », de remplacement total ou partiel d'un peuplement d'arbres feuillus par des résineux. 

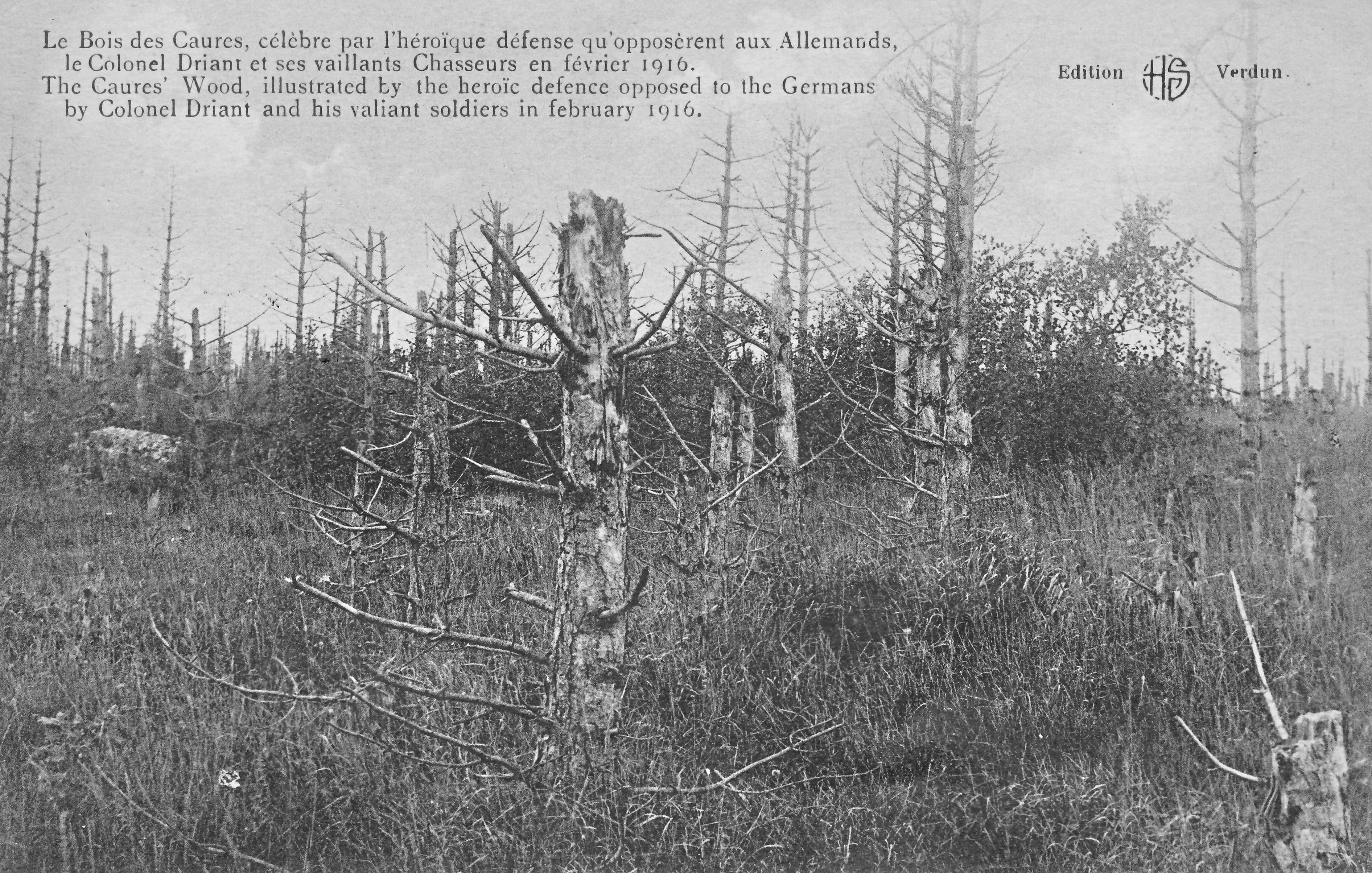
Plantations de résineux détruites par la bataille de Verdun dans le bois des Caures.

Au sens large, il désigne aussi le boisement de terres non forestières (landes, terres incultes, prairies, jachères…) par des résineux. Ce fut le cas au XIXe siècle du boisement massif par des pins des Landes, de la Sologne et de la Champagne. 
Ce terme d’« enrésinement » n’a pas d’équivalent dans d’autres langues (en anglais on peut le traduire par « afforestation with conifers »). Il a été employé pour la première fois au début du XXe siècle pour qualifier la conversion de taillis sous futaie peu productifs en futaies résineuses .
Depuis le milieu du XIXe siècle, il suscite des oppositions,. 

## Impact écologique

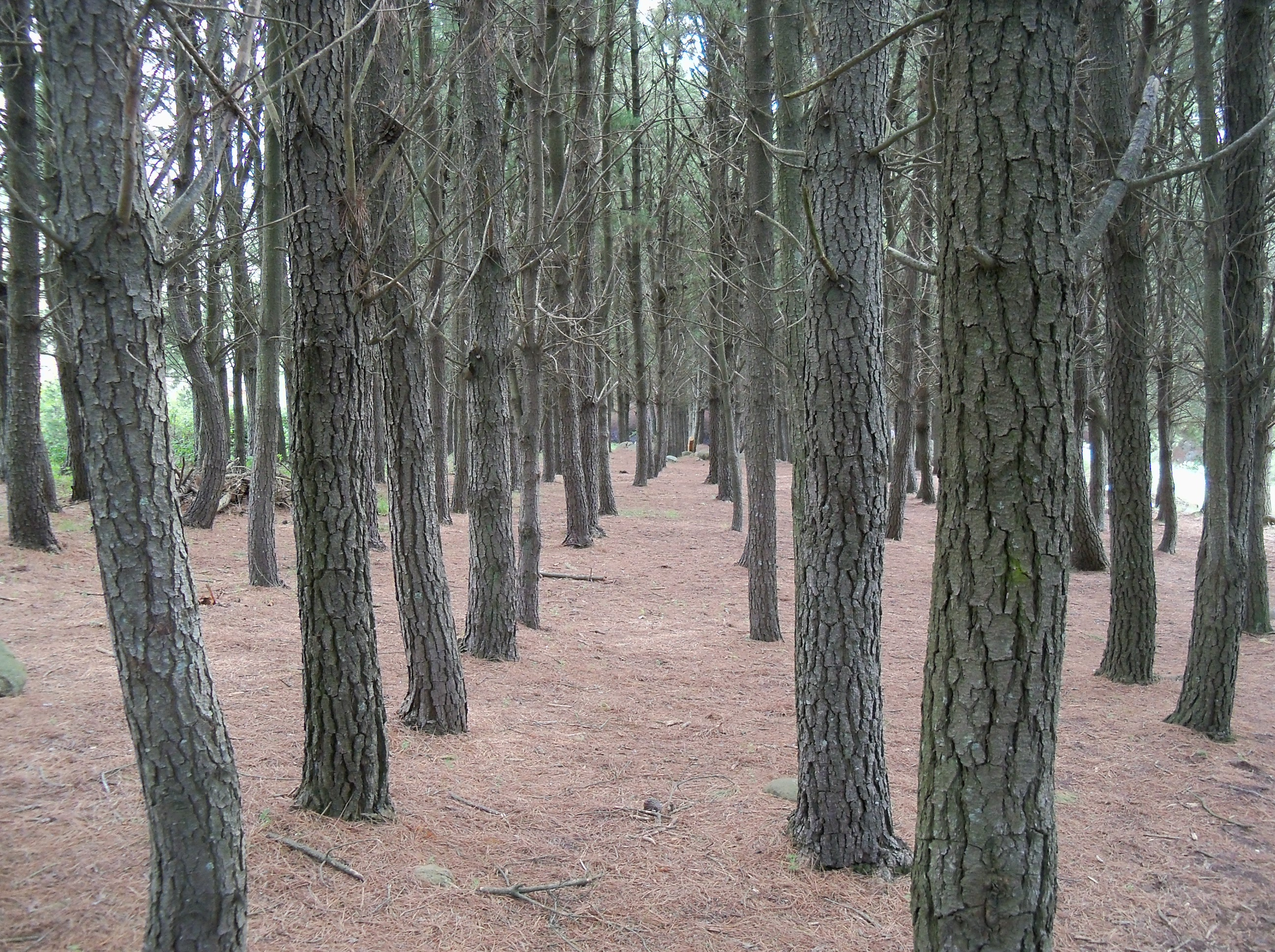
Boisement artificiel en alignements de pins, dans l'arrondissement de Tandil, au sud-est de la province de Buenos-Aires.

L'enrésinement artificiel a plusieurs effets environnementaux négatifs ; au moins quatre grands problèmes sont cités par la littérature :
1. Diminution de la biodiversité et de la naturalité[5] ;
2. Possible dégradation des sols, par un humus acide de type mor[6] ;
3. sensibilité accrue aux feux de forêts[7] ;
4. réchauffement climatique par la diminution de l'albédo[8].

## En France
L'enrésinement a été massivement pratiqué, d'abord avec l'introduction de pins dans les landes et sur d'autres littoraux sableux, puis dans les années 1960 et 1970 parce qu'encouragé par le Fonds forestier national dans tous les massifs forestiers de France, avec des essences  souvent exotiques (épicéa de Sitka, sapins de Douglas, pins noir d'Autriche, etc.). 
Les premières oppositions à l'enrésinement datent de la première moitié du XIXe siècle notamment par les peintres de l’École de Barbizon en forêt de Fontainebleau. 
Les subventions publiques à l'enrésinement ont été en grande partie abandonnées depuis les années 1990, du fait de la prise en compte des facteurs environnemental et paysager.
Cependant dans la perspective d'atténuer le changement climatique, l'INRA avec ses partenaires de la filière bois, projette un vaste plan de reboisement de résineux sur 500 000 ha entre 2020 et 2030,.